# Snowblind Studios
SnowBlind Studios foi uma produtora de jogos eletrônicos para plataformas de consoles e PC fundada em 1997 com o objetivo de criar jogos de alta qualidade, sua especialidade eram os jogos de RPG. Foi foi a produtora dos jogos Baldur's Gate: Dark Alliance e os dois jogos da série Champions of Norrath.
Em 4 de fevereiro de 2009 a produtora foi adquirida por Warner Bros., uma subsidiária da Time Warner.Originalmente localizada em Bothell, Washington, após a aquisição pela Warner Bros. o estúdio foi transferido para Kirkland. Após o lançamento de The Lord of the Rings: War in the North, o estúdio foi incorporado à Monolith Productions em 2012.